# جنرال الفرع
«جنرال الفرع» أو «جنرال فرع الخدمة» هو ما يعادل رتبة ملازم أول من رتبة ثلاثة نجوم أو جنرال من رتبة أربع نجوم.

## النمسا-المجر

شارة طوق "جنرال الفرع" النمساوي المجري

في الجيش النمساوي المجري، كان هناك ثلاثة رتب لجنرال الفرع:
- General der Infanterie (ar: جنرال المشاة)
- الجنرال دير كافاليري (ar: جنرال الفرسان)
- Feldzeugmeister (ar: جنرال المدفعية)

تم تقديم رتبة جنرال دير إنفانتيري في عام 1908.

## ألمانيا

### الفيرماخت
في الفيرماخت الألماني جنرال الفرع ((بالألمانية: General der Waffengattung)‏ كان مرتبطًا بأذرع الخدمة التابعة لهير (الجيش) ولفتوافا (القوات الجوية)، وهذا يتوقف على المكان الذي خدم فيه الضابط وما هي القوات التي كان يقودها (اسميا). كانت مكافئًا رتبة الثلاث نجوم من الأدميرال في النازية كريجسمارينه، وأوبر غروبن فوهرر في فافن إس إس . A القائد العام للقوات المسلحة.